# Carlstad (fartyg)
Carlstad levererades 1850 från Motala Warf Norrköping till Carlstads Ångfartygsbolag i Karlstad . Fartygets varvsnummer var 28. Skrovet var av järn.
| Fartygsdata | Vid leverans från varv |
| ----------- | ---------------------- |
| Längd öa    | 31,17 meter            |
| Bredd       | 6,24 meter             |
| Djupgående  | 2,80 meter             |
| Brt/Nrt     | 256/- ton              |

Fartyget var utrustat med en tvåcylindrig vinkelångmaskin om 60 hk, maskin nr 70, tillverkad vid Motala Verkstad i Motala. 

## Historik
Carlstad levererades 1850 från Motala Warf till Carlstads Ångfartygsbolag. Kontrakterad byggkostnad var 75 000 rdr rmt. Fartyget sattes in på linjen Stockholm-Karlstad  via Göta kanal.  Det användes även för lustturer bland annat till Gripsholm. Våren 1851 trafikerade Carlstad en trad utmed Bohuskusten.
- 1869	September. Fartyget köptes av Motala Ströms Ångfartygs Aktie Bolag i Motala för  	18 000 rdr rmt.
- 1873	20 september. Fartyget köptes av bröderna Slöör (Julius Slöör) i Stockholm för  	30 000 rdr rmt. Fartyget sågs av rederiet som otidsenligt. Det hade plats för endast  	ett fåtal passagerare och var som följd av sin låga fart svårt att hålla i reguljär trafik.
- 1873	September. Fartyget köptes av Ångfartygsbolaget Blixt i Sundsvall med Fritz  Ramquist som huvudredare. Fartyget döptes om till Blixt. Sattes i trafik på linjen  Sundsvall-Härnösand-Örnsköldsvik-Umeå.
- 1874	27 april. Ångfartygsbolaget Blixt ombildades till Ångfartygs AB Blixt med säte i Härnösand. Fartyget sattes i trafik kring Härnösand och i Ådalen.
- 1879	Fartyget köptes av sjökapten J F Pauli. Det döptes om till Wira och användes för  	lustresor.
- 1879	17 november Fartyget köptes för 18 000 kr av sjökapten Oskar Somelin i Kaskö,  	Finland.
- 1879	Fartyget överfördes till Kaskö Ångfartygs AB. Det byggdes om för utomskärstrafik.
- 1881	Fartyget såldes. Sattes i trafik på Kaskö-Sundsvall-Härnösand.
- 1885	Fartyget såldes till södra Finland, dess vidare öde är okänt.